# Аммінадаб I
Аммінадаб I (*𐤌𐤍𐤃𐤁, д/н — бл. 640 до н. е.) — цар Аммону близько 650—640 років до н. е. Ім'я перекладається як «Мій народ щедрий». Він згадується на написі на пляшці, розкопаній у Тель-Сірані в Йорданії.

## Життєпис
Син або інший родич царя Баракела. Посів трон близько 650 року до н. е. Вже 645 року до н. е. приєднався до антиассирійського повстання арабського шейха Абіяте. Після поразки останнього 644 року до н. е. визнав владу Ассирії.
Помер або був повалений Аммінадаб I близько 640 року до н. е. Трон отримав його син Гіссалел.